# Plášť Panny Marie (opera)
Plášť Panny Marie (v německém originále Der Mantel der Assunta) je opera o dvou dějstvích s mezihrou českoněmeckého skladatele Eduarda Chiariho na libreto Deatrice Dovské. Poprvé byla uvedena 6. dubna 1926 Spojenými německými divadly v budově Městského divadla v Brně.

## Vznik a historie díla
Plášť Panny Marie je – vedle oper Požár v Malém Trianonu (Brno 1924) a neprovedené Die Stürmerin – výsledkem spolupráce skladatele Eduarda Chiariho a vídeňské spisovatelky a herečky Beatrice Dovské (vl. jm. Beatrix Olga Theresia Drewikowský, provdaná svobodná paní von Vay, 1866-1923). Je to třetí a nejrozsáhlejší ze čtyř Chiariho uvedených oper; ostatní tři jsou jen jednoaktové. Námět Pláště Panny Marie se podobá Požáru v Malém Trianonu ukotvením v historické době kolem Velké francouzské revoluce a příběhem vášnivé lásky a žárlivosti s tragickým koncem, avšak oproti komornímu Požáru jde o scénicky náročnou celovečerní operu s početnými postavami (i když většina z nich má jen drobné role). Plášť Panny Marie vznikl během první světové války a ihned po ní byl zadán brněnskému divadlu, premiéra se však konala až se značným odstupem roku 1926, spíše jako „splátka čestného dluhu“ slavnému krajanovi než jako umělecký počin.

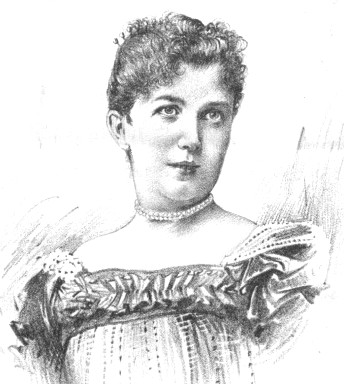
Libretistka opery Plášť Panny Marie Betrice Dovsky

Reakce v tisku byly různé. Chiarimu vždy příznivě naladěný brněnský deník Tagesbote chválil již text Dovské: „Je to plnohodnotné, robustní libreto […] bohaté na vizuální efekty a evokující události, na vášnivé afekty a dojímaví zápletky […] vyžadující syté barvy“. Prager Tagblatt poznamenával, že libreto Pláště Panny Marie „je zaměřeno zejména na zvláštní scénické efekty“. Neue Zeitschrift für Musik hovořil o „omšelém verismu“ a týdeník Brünner Montagsblatt mu nemohl přijít na jméno: „rozedraný, prázdný, na levné efekty mířící, nadbytečnými vyprávěními, jmény a politickými intrikami okořeněný divadelní výtvor, který nikoho nezajímá“, „sklížené loutkové divadlo, jehož tažné dráty slyšitelně praskají a chrastí“.
Obdobně rozporuplně, byť celkově příznivěji, se tisk vyjadřoval o Chiariho hudbě. Tagesbote vychvaloval skladatelův divadelní smysl a poté psal: „Ale je víc než jen zručným ilustrátorem svého textu: jsa vkusným hudebníkem, nedělá ze svého orchestru Vesuv, vyhýbá se krvežíznivosti zvuku. Odlesky dějových momentů se uklidňují v jeho hudbě, která kráčí plynulým, lehkým krokem spolu se slovy, vždy vzdouvajíc své melodické vlny, vždy připravena k lyrickému výlevu. A i když zdroj témat někdy prýští méně bohatě, nikdy se nezastaví, dojímavý běh děje nás stále upoutává, aniž by nás unavoval. Orchestrální barva Chiariho je střídmá a jasná, bez přebytečností či pastelových nánosů. Doprovod k lyricky zářícím snovým scénám je až asketický, ale zachovává náladu a snový charakter.“ I Prager Tagblatt tvrdil, že „opravdová hudba Eduarda Chiariho obsahuje něžnou lyriku a dramatickou sílu.“ Podle Franz Beck v časopise Die Musik hudba Pláště Panny Marie „dokládá, že [Chiari] je hudebníkem se vkusem a vybranou jemností. Jeho hudba se vždy dere ke kvetoucí melodice, která díky přitažlivé harmonii a zvučné instrumentaci okouzluje ještě více.“ Zato Brünner Montagsblatt si opět nebere servítky; podle něj napsal Chiari „hudbu, jejíž plochost a nedostatek invence nečiní modernější ani hojné používání laciných modulací, ani prokládání několika alterovanými sekundovými septakordy; poezie je živa jen z nesčetněkrát opakovaného triviálního milostného motivu, drama se ubírá těmi nejzaběhanějšími cestami, náladový obsah většiny scén se s kompozicí zcela míjí, instrumentace je většinou suchá a nevýrazná i přes své dychtivé vřeštění, díky kterému nevděčné partie pěvců zanikají v hluku a prachu.“ I recenzent listu Brünner Morgenpost vyjadřoval zklamání, která přičítal nesouladu mezi literárním námětem a povahou Chiariho kompozičního talentu: „Kdo zná jemné, všem dramatickým násilnostem vzdálené umění Eduarda Chiariho, jak se projevuje zejména v jeho písních, mohl předvídat, že k opernímu libretu Beatrice Dovské, vystavěnému na křiklavé teatrálnosti, nenalezne žádný vnitřní vztah. Při scénických senzačnostech – například výbuchu Vesuvu nebo smrtelné cestě „Bianky Marii“ – ale i při četných dialogických místech, které jsou dělány spíše pro bengálské osvětlení než pro vnitřní prozáření hudbou, musely jeho síly selhat, jako by se stalo každému skladateli, který v sobě nosí více hudby než nutkání překvapovat. Kde bylo možné rozvinout široké kantilény v diskrétním orchestrálním koloritu, tam se ukázala Chiariho ohebná hudebnost a jeho ovládání moderního orchestrálního aparátu.“
Brněnské německé divadlo, které navíc mělo ve 20. letech 20. století jen omezené možnosti využívat technicky vyspělejší scénu Městského (nyní Mahenova) divadla, nebylo schopno náročnou scénickou představu autorů realizovat; všechny recenze se shodují, že provedení „značně trpělo scénickými problémy, jelikož [scénické nároky díla] naše prostředky ani zdaleka neuspokojily“. Rovněž reakce publika svědčila o tom, že šlo o „ne zrovna vřele přivítané představení“, skladatel byl sice po každém dějství vyvoláván, noviny ohlašovaly „úspěšné provedení“,  „příznivé přijetí“, „čestný úspěch“, ale také „jen průměrný úspěch“. Po jediné repríze (13. dubna 1926) byla tato opera stažena z repertoáru a vícekrát uvedena nebyla.

## Osoby a první obsazení
| osoba                                    | hlasový obor | premiéra (6. dubna 1926) |
| ---------------------------------------- | ------------ | ------------------------ |
| Bianca Maria, dcera markýze de Lando     | soprán       | Martina Blazekovicz      |
| André Saint-Aubin, napoleonský plukovník | baryton      | Karl Hellgren            |
| Jolanda, princezna Ravelli               | alt          | Vjera Sterk              |
| Manuele, bratranec a ženich Bianky Marii | tenor        | Michael Nasta            |
| Markýz de Lando                          | bas          | Eugen Guth               |
| Clarissa, jeho choť                      | alt          | Steffi Pichler-Normann   |
| ?                                        | …            | Walter Haak              |
| ?                                        | …            | Mizzi Dölling            |
| Dirigent: Herbert Häfner                 |              |                          |
| Režie: Eugen Guth                        |              |                          |

## Děj opery
(Odehrává se v Neapoli v době napoleonských válek).

### 1. dějství

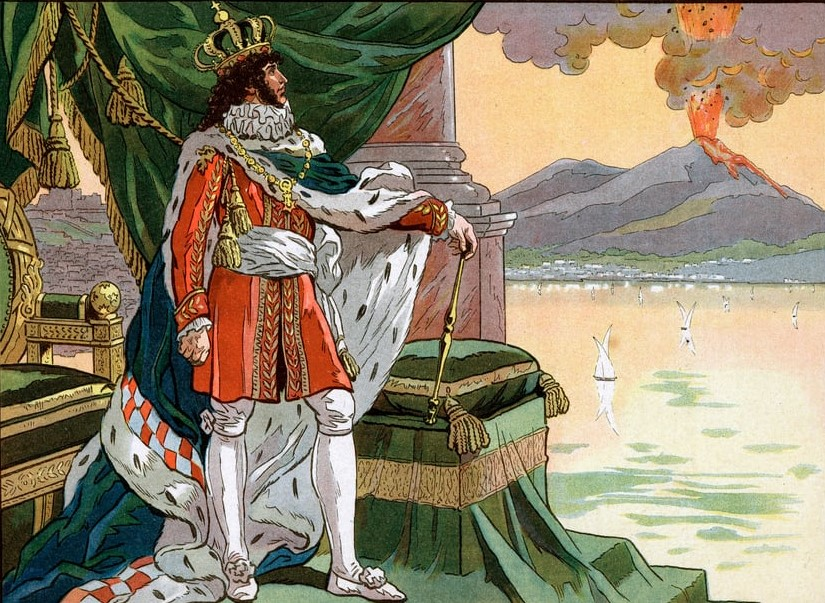
Joachim Murat jako král neapolský.

Jsme v Neapoli roku 1809, v bouří zmítané Neapoli napoleonského období, v kraji bojů a politických zmatků, krvavých milostných dobrodružství a bigotního nadšení. Murat je vládce z Napoleonovy milosti, i když ne podle gusta šlechtických rodů věrných Bourbonům, kteří ve svých srdcích chovají naději na brzký návrat starého vladařského rodu a se všemi svými prostředky pracují na svržení „plebejského“ uchvatitele. Takový plán se snuje i v paláci markýze de Lando a jeho nic netušící obětí je plukovník André Saint-Alban, Muratův spolubojovník a přítel z dětství. André, kterému v Landově rodině neposkytují „pohostinství“, ale pouhý „kvartýr“, horuje pro věc svého krále s výmluvným zápalem, ba výmluvnějším, než by si král přál. Dozvídáme se o původu Murata, syna hostinského, a Andrého, syna kupce, a o útěku obou ze semináře, pro kterou byli i určeni. Původ a zběhnutí z církve – to jsou oba neprominutelné zločiny v očích společnosti s modrou krví, která si „ve velké toaletě“ dává siestu na zámecké terase. Jolanda, princezna Ravelli, má o Andrého zvláštní zájem, nastražuje mu všechny vábničky koketérie, aby viděla, jak v nich sebou zmítá – vidí v něm ne muže, ale jen „spolubojovníka“ nenáviděného Murata. „Politická láska“, kterou její rty předstírají, když chválí Muratovu „krásu“ a „smělost“, cílí k tomu, aby si byla o to jistější Andrého smělostí.
Ale André odolává – alespoň prozatím – Jolandinu vábení, protože se už zmítá v jiné síti lásky, kterou nevědomky drží ve svých panenských rukou markýzova něžná, zbožná dcera Bianca Maria. Je to jedna z „něžných madon“, jejíž „mramorový chlad“ slibuje „vzrušení silných vášní“. Alespoň to předpokládá André a ve staré kapli s vroucí vervou odhaluje své Madoně tajemství lásky, kterou v sobě čtyři roky živil on, chudý důstojník, k bohaté markýze. Přiznání přichází dosti pozdě, protože Bianca Maria je už delší dobu nevěstou někoho jiného, totiž svého bratrance Manuela, a zítra s ním má slavit svatbu. Není šťastnou nevěstou, protože i ona nosí Andrého v srdci, které by vlastně mělo bít pro Manuela. Pár se ocitne o samotě, protože Bianca Maria zapomněla napojit věčné světlo v kapli Panny Marie Nanebevzaté čerstvým olejem a André váhal s odchodem, takže se setkají a vyznají si lásku. Manuele by ale nebyl správným ženichem, kdyby nehledal svou nevěstu po celém domě, aby ji našel v kapli v něžném objetí s Andrém. Výměna slov, bodnutí dýkou – jsme v Neapoli a Vesuv právě začíná soptit. Umírající Manuele strhne plášť ze sochy Panny Marie a jeho krev poskvrní „čistý plášť“ neodstranitelnými „rudými růžemi“. „Pokud se někdy staneš ženou jiného, ponech si tento plášť s purpurovými růžemi srdce jako upomínku,“ varuje svou zoufalou nevěstu. Chce jí odpustit jen tehdy, „pokud to byla ta pravá láska, láska, jejíž věrnost v životě nezakolísá“.

### Mezihra
Mezihra se odehrává o dva roky později, roku 1811, v Andréově domě, jehož je Bianca Maria nyní manželkou. Scéna zobrazuje dvě místnosti: ložnici, ve které leží Bianca Maria na posteli, a Andrého pracovnu. Je noc a motiv Manuelovy smrti, který zní v hudbě „jakoby z dálky“, když se zvedne opona, naznačuje těžké trauma, které Biancu Marii děsí. Zjeví se jí mrtvá ruka, hlasy Manuela a její nyní rovněž zesnulé matky Clarissy obklopují ženu, jež se bojí o svou lásku. Před oponou se objevuje stín mrtvého muže, šatní skříň se rozjasní, je vidět plášť Panny Marie, krev stéká po bílém hedvábí „v zářícím rudém proudu“. „Ach, hrozný zázrak! Žádnou modlitbou ji nezaženeš, krev srdce prosvítá dveřmi i zdí,“ zpívá Manuelův přízračný hlas. Snící žena se zvedá v horečce a hledá ochranu u Andrého. Ten se směje jejímu strachu. Ale ona ho varuje: „O naší svatební noci jsem tajně ukryla plášť do svatební postele. A svatou přísahou jsem přísahala: jestli mi někdy budeš nevěrným, stane se onen plášť mým rubášem.“ André ji uklidňuje. „S takovým rozrušením ohrožuješ život našeho dítěte, zástavu naší lásky, která se ti tajemně hýbe pod srdcem.“ A Bianca Maria se uklidňuje. „Dám ti syna.“ „Malého Napoleona,“ žertuje André. „Ne, volím mu za patrona Gennara, neapolského světce.“ A přesně v den Nanebevzetí Panny Marie – na „den Napoleona“, říká samozřejmě André – má dítě podle lékařova odhadu spatřit světlo světa.

### 2. dějství

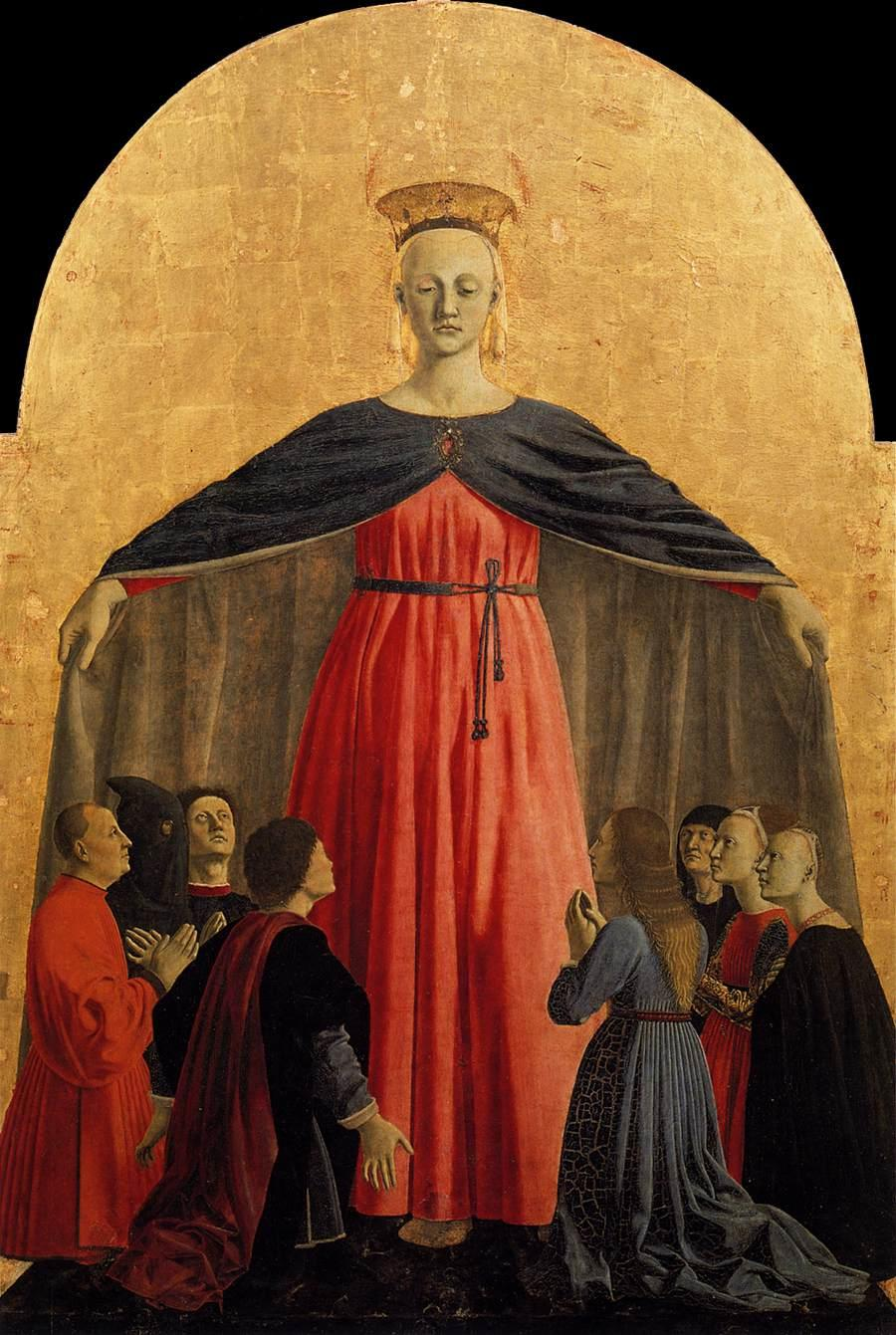
Madona milosrdenství (Ochranný plášť Panny Marie), Piero della Francesca, před 1462

Píše se rok 1815, konec Napoleonova štěstí a konec Muratova stínového kralování. Britská flotila se již blíží, „dobrodruhův trůn byl svržen! Murat je na útěku!“ Všechna městečka jsou v anglických rukou, kromě Gaety. „Jen tam dosud vlaje napoleonská trikolóra.“ Protože tam se André, generál Saint-Alban, statečně drží. Přemoci ho lze jen lstí. Jen mazaností ženy, která předstírá, že ho miluje, která mu „vdechuje jed do srdce v planoucích polibcích“. Známe tu ženu, rozsévačku návnad v prvním dějství. Teď má záletná princezna Jolanda větší štěstí; André jí sedne na lep, jeho loď lásky už kotví a on je v náruči Jolandy. Nebohá Bianca Maria! Nastává právě výročí smrti jejího syna, malého „Napoleona“, a den její smrti přichází, když se stane němým svědkem Andréovy nevěry. Setmělo se – na jevišti i v jejím srdci. Její láska je mrtvá, její život je zmarněn. Plášť Panny Marie se stává jejím rubášem, jak si kdysi přísahala. Na štíhlém člunu ověnčeném tmavě rudými růžemi a ozdobeném hořícími svíčkami Bianca Maria, oděná v Madonině plášti, splývá vodopádem k moři a ke smrti, unášena proudem a vedena Manuelovým přízračným hlasem. Tlumené výstřely z děl, v dálce zní historická hymna „Vive Henri IV“, Jolandiny intriky slaví své vítězství. „Vaše vláda skončila, plebejci,“ vrhá Principessa v tvář Andrému, který se probouzí z oblouznění. Ale hrůza, která se jich zmocní, když vidí poslední pouť Bianky Marii, umlčí hlasy nenávisti. André a Jolanda vykřiknou „Bianca Maria“ téměř současně v mrazivé hrůze. A ze skal se ozvěna děsivě opakuje: „Bianca Maria!“